# ジェイアールバス関東土浦支店

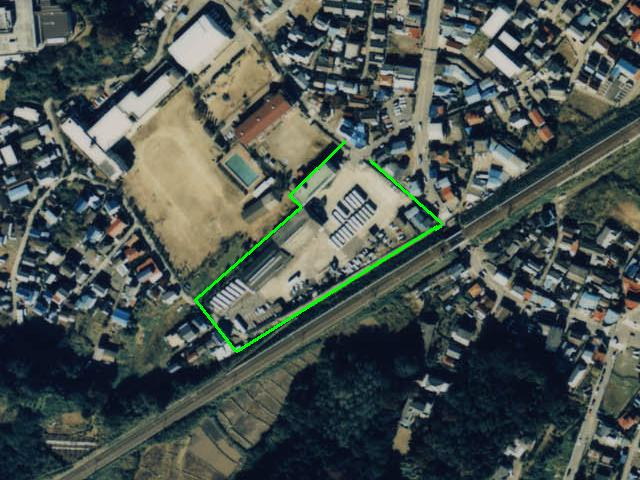
土浦支店（緑枠で囲まれている部分が車庫敷地）

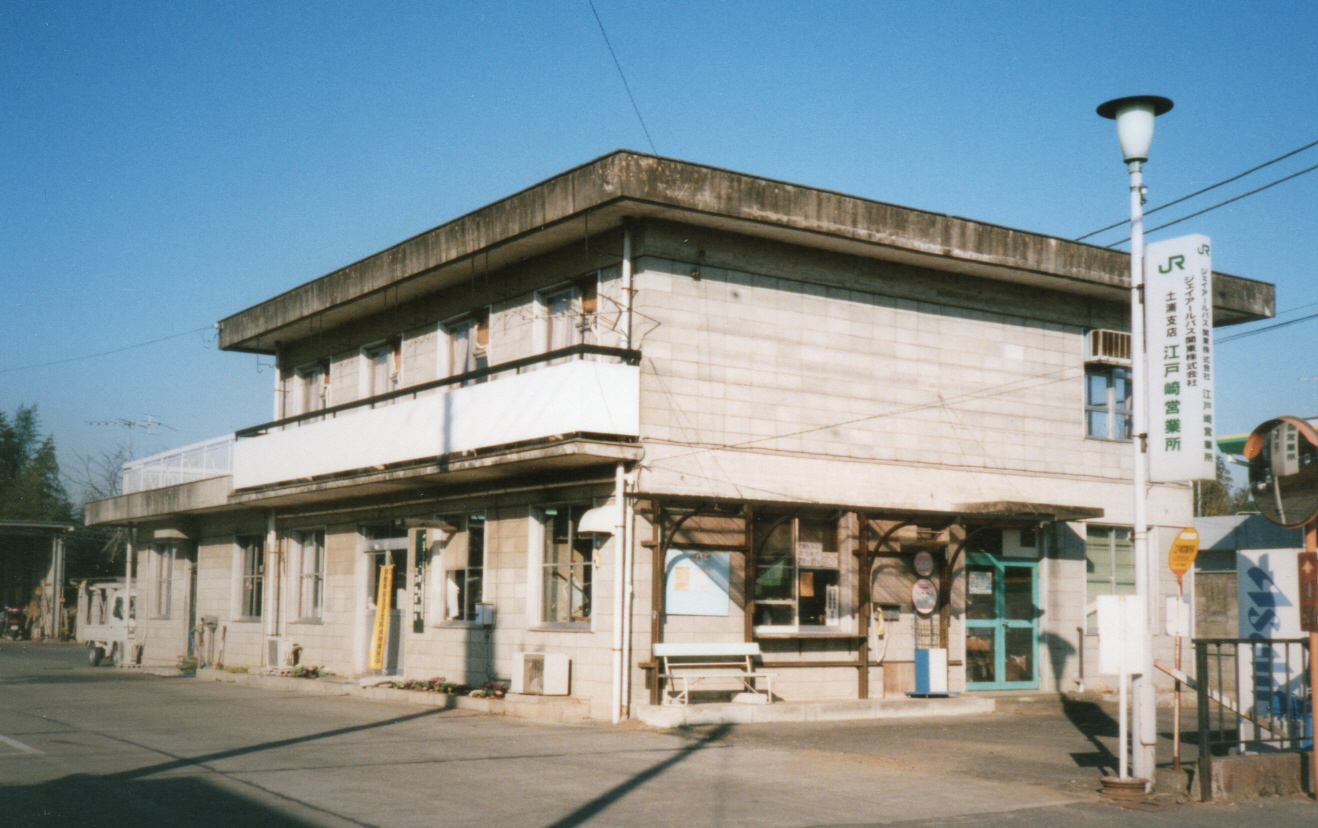
旧江戸崎営業所（撤去済）

ジェイアールバス関東土浦支店（ジェイアールバスかんとうつちうらしてん）は、茨城県土浦市富士崎にあるJRバス関東の営業所。

## 所在地

### 土浦支店
- 茨城県土浦市富士崎2-1-50
  - 最寄のバス停：JRバス土浦支店前

### 江戸崎車庫（旧江戸崎営業所）
- 最寄のバス停：江戸崎車庫（関東鉄道）。以前の江戸崎車庫前（JR）の敷地は更地になり、江戸崎坂上に改称された。

## 所属車両のナンバー
- 土浦ナンバー
  - 東京・成田空港便で使用する一部の高速バスでは東京2020オリンピック・パラリンピック競技大会特別仕様ナンバープレートに変更している（H657-14428、14429、15418、15419の4台）。
  - 2019年度導入の高速バス新車（H657-19406～19408）では図柄入りナンバープレート、車番に合わせた希望ナンバー（19-**）を採用。

## 概要
国鉄時代のメイン路線は常磐線土浦駅から成田線佐原駅を結ぶ霞ヶ浦線（公式Webサイト等の路線案内では、霞ヶ浦本線と表記される）と東北本線古河駅を結ぶ南筑波線で、いずれも鉄道線の短絡・先行という使命を持っていた路線であった。1985年（昭和60年）には国際科学技術博覧会（つくば万博）開催に伴い、古河駅 - 博覧会会場の臨時路線として「エキスポ号」を運行した。
1987年（昭和62年）4月1日のJR発足と同時に高速バス「つくば号」が運行開始され、同年9月から当時の土浦営業所も担当することになる。
1999年（平成11年）以降も、常総ニュータウン向けの常総ルート、東京駅 - 江戸川台駅、東京駅 - 江戸崎線など、次々と近距離高速路線を開設した。また、「ドリーム号」や「昼特急」の一部についても運行を担当するようになっている。
2005年（平成17年）のつくばエクスプレス線 (TX) 開業により、メイン路線であった「つくば号」などの大半の乗客が同線に移行する。「さいたま・つくば号」は3カ月程度で廃止された。また常総ルートからも2007年（平成19年）1月9日限りで撤退した。
なお、「つくば号」で使用されていたネオプラン・メガライナーの運行には当支店も携わっていたことから、「青春メガドリーム号」の一部の運行を当支店が受け持っていた。
一般路線は、民営化後一時期はガーデンシティ湖南（南平台）や東京医大病院、テクノパーク桜乗り入れなど積極策もみられたが、その後は削減傾向が続き、2008年（平成20年）3月末現在で、南筑波線の大半、山ノ荘線、浮島線、霞ヶ浦線の佐原駅乗り入れが廃止となったが、その一方で1998年（平成10年）にはひたち野うしく駅 - つくばセンター間の新規路線を関東鉄道と共同で開設している。また、2001年（平成13年）6月1日に路線バス事業を廃業した茨城観光自動車の一部路線を引継ぎ運行した（当該路線は2010年（平成22年）9月30日の運行をもって廃止）。
2007年（平成19年）10月より、新規需要を開拓すべく、JR常磐線の取手までの終電を受ける深夜バス「土浦リレー号」の運行を開始した（2023年（令和5年）9月30日をもって廃止）。降車バス停には通常のサイズより小さなバス停ポールを設置した。
2009年（平成21年）5月22日より、イオンモール土浦（運行開始当初はイオン土浦ショッピングセンター）への乗り入れを開始。同時にSuicaおよびPASMOへの対応も開始された（土浦駅およびつくばセンターからイオンモール土浦までの区間をSuica・PASMOで乗車すると運賃が割引になる）。同モール・つくば系統は利用不振により徐々に運行本数が削減され、2023年（令和5年）8月1日からは平日夜のつくばセンター発1便のみの片道運行となり、同年9月30日の運行をもって廃止された。
支店構内に認証整備工場を有し、東京支店、水戸支店、成田空港支店、鹿嶋支店、館山支店などの他支店の車両も土浦支店で整備することがある。そのため、時折、構内にそれらの支店の車両を見ることができる。また、中古購入車両の自社仕様への変更整備なども多く施工している。
2023年4月1日現在、29台（高速車11台、一般路線車16台、貸切登録車2台）が配置されている。

## 沿革

### 国鉄バス時代
- 1947年（昭和22年）3月25日 - 霞ヶ浦線（土浦 - 江戸崎 - 浦向 - 佐原）路線開業に伴い、土浦自動車区および同江戸崎支区開設。
- 1949年（昭和24年）1月30日
  - 霞ヶ浦線（大谷 - 安中）路線開業。
  - 十余島線（江戸崎高校前 - 古渡 - 常陸幸田）路線開業。
- 1950年（昭和25年）4月1日 - 土浦自動車営業所に改称。
- 1951年（昭和26年）
  - 2月 - 霞ヶ浦線（常陸幸田 - 橋向 - 石納）路線開業。
  - 2月20日 - 南筑波線（土浦 - 古河）路線開業。
- 1952年（昭和27年）12月 - 山ノ荘線（土浦 - 山ノ荘）路線開業。
- 1954年（昭和29年）
  - 1月 - 浮島線（古渡 - 浮島）路線開業。
  - 2月1日 - 君島線（舟島村役場前 - 君島 - 江戸崎）路線開業。
- 1955年（昭和30年）11月1日
  - 霞ヶ浦線（木原 - 大山）路線開業。
  - 霞ヶ浦線（神宮寺 - 高田須賀）路線開業。
  - 霞ヶ浦線（阿波 - 須賀津）路線開業。
- 1957年（昭和32年）
  - 8月 - 霞ヶ浦線（阿波 - 水神）路線開業。
  - 9月10日 - 霞ヶ浦線（阿見 - 追原辻）路線開業。
- 1960年（昭和35年）12月10日
  - 山ノ荘線（中並木 - 常陸寺前）路線開業。
  - 山ノ荘線（山ノ荘 - 東城寺）路線開業。
- 1962年（昭和37年）
  - 4月12日 - 霞ヶ浦線（本新開拓口 - 本新支所前 - 西代）路線開業。
  - 6月15日
    - 霞ヶ浦線（姥神 - 野原 - 佐倉新田）路線開業。
    - 霞ヶ浦線（伊佐部 - 佐原組新田 - 曲淵）路線開業。
- 1964年（昭和39年）7月30日 - 浮島線（浮島 - 浮島水泳場）路線開業。
- 1966年（昭和41年）5月 - 南筑波線（古河 - 古河西口）路線開業。
- 1967年（昭和42年）4月14日
  - 君島線（霞台 - 阿見役場前）路線開業。
  - 君島線（君島天神 - 大形）路線開業。
- 1968年（昭和43年）11月 - 十余島線（脇川 - 神崎大橋 - 神埼役場前）路線開業。
- 1970年（昭和45年）10月 - 南筑波線（古河 - 古河西口）路線廃止。
- 1978年（昭和53年）4月1日
  - 霞ヶ浦線（宮地 - 美浦トレセン前 - 土屋）路線開業。
  - 霞ヶ浦線（大谷 - 美浦トレセン前）路線開業。
- 1979年（昭和54年）4月
  - 霞ヶ浦線（本新開拓口 - 本新支所前 - 西代）路線廃止。
  - 霞ヶ浦線（姥神 - 野原 - 佐倉新田）路線廃止。
  - 霞ヶ浦線（阿波 - 須賀津）路線廃止。
- 1980年（昭和55年）4月1日 - 霞ヶ浦線（土浦 - 佐原）の貨物営業廃止。
- 1981年（昭和56年）2月
  - 山ノ荘線（東城寺 - ゆう・もあ村）路線開業。
  - 君島線（竹来 - 竹来下）路線開業。
- 1982年（昭和57年）
  - 2月1日 - 浮島線（浮島 - 浮島水泳場）路線廃止。
  - 10月
    - 十余島線（神崎大橋 - 下総神崎）路線廃止。
    - 十余島線（神埼農協前 - 神崎橋）路線廃止。
- 1986年（昭和61年）
  - 4月11日
    - 君島線（霞台 - 阿見役場前）廃止。
    - 君島線（竹来 - 竹来下）廃止。
    - 君島線（追原辻 - 島津）廃止。

  - 9月1日 - 安中線（木原 - 大山）路線廃止。

### 民営化後
- 1987年（昭和62年）4月1日 - 国鉄分割民営化に伴い、東日本旅客鉄道関東自動車事業部土浦自動車営業所に改称。
- 1988年（昭和63年）
  - 4月1日
    - バス部門分割子会社化により、ジェイアールバス関東土浦営業所に改称。
    - つくば号運行開始。

  - 6月1日 - ひたち号運行開始。
- 1989年（平成元年）4月4日 - かしま号運行開始。
- 1990年（平成2年）
  - 3月
    - 君島線（布佐橋 - 大形）路線休止。
    - 十余島線（神宮寺 - 高田須賀）路線休止。

  - 7月17日 - いたこ・あそう号運行開始。
- 1991年（平成3年）
  - 3月
    - 君島線（布佐橋 - 大形）路線廃止。
    - 十余島線（神宮寺 - 高田須賀）路線廃止。
    - 安中線（大谷 - 安中）路線休止。

  - 4月1日 - ニューつくばね号運行開始。
- 1992年（平成4年）
  - 3月 - 安中線（大谷 - 安中）路線廃止。
  - 10月1日 - 支店制度導入により、ジェイアールバス関東土浦支店に改称。
- 1993年（平成5年）3月 - 霞ヶ浦線、姥神 - 小松川間にバス停の新設（インペリアルゴルフ場前）。
- 1994年（平成6年）
  - 3月 - 君島線（池ノ台 - 南平台東）路線開業。
  - 9月 - 霞ヶ浦線（伊佐部 - 押砂）路線休止。
- 1995年（平成7年）
  - 9月 - 霞ヶ浦線（伊佐部 - 押砂）路線廃止。
  - 10月1日 - 十余島線廃止。桜東バスへ路線移管。
    - 十余島線（常陸幸田 - 橋向 - 東役場前）路線廃止。
    - 十余島線（下阿波 - 甘田 - 水神）路線廃止。
    - 十余島線（脇川 - 神崎大橋 - 下橋向）路線廃止。
- 1996年（平成8年）
  - 南筑波線、テクノパーク桜へ乗り入れ開始（北柴崎 - 陽の見公園前 - 北柴崎）。
  - 10月君島線、区間新設（阿見 - 東京医大 - 曙町）。
- 1997年（平成9年）3月 - 山ノ荘線（常陸寺前 - ゆう・もあ村）区間廃止。
- 1998年（平成10年）3月14日 - ひたち野うしく線、路線開業。
- 1999年（平成11年）2月1日 - 常総ルート運行開始。

### 2000年代の動き
- 2000年（平成12年）
  - 南筑波線（古河三中前 - 久能）路線開業。
  - 7月25日
    - 東京 - 江戸崎線運行開始。
    - 君島線、区間新設（ガーデンシティ湖南（南平台）- 追原 - 追原辻）。
    - 霞ヶ浦線（土浦駅 - 佐原駅）直通便を廃止。

  - 9月1日 - 麻生リレー号運行開始。
  - 10月1日
    - 霞ヶ浦線（常陸幸田 - 西代 - 佐原駅）廃止。桜東バスへ路線移管。
    - 「江戸崎 - 浦向 - 幸田 - 阿波 - 江戸崎(循環バス)」運行開始。
    - 桜東バスに移管後の十余島線「神宮寺 - 甘田 - 西代」廃止。
- 2001年（平成13年）
  - 2月19日
    - 霞ヶ浦線、バス停の名称変更（精進橋 → 霞ヶ浦高校前）。
    - 南筑波線、バス停の名称変更（下大野十字路 → 総和郵便局前）。
    - 南筑波線（土浦 - 古河）直通便を廃止。

  - 6月1日 - 美浦村竜ヶ崎線を茨城観光自動車から継承。
  - 7月11日 - 東京 - 江戸川台線運行開始。
  - 9月17日
    - 君島線（土浦駅 → 美浦トレセン前）廃止。美浦トレセン前 → 土浦駅は存続。
    - 霞ヶ浦線（土浦 - 美浦トレセン前 ）の系統を廃止。
    - 霞ヶ浦線（土浦 → 美浦トレセン前 → 小角 → 江戸崎）を廃止。
- 2002年（平成14年）
  - 3月1日 - らくらくミッドナイト守谷号運行開始。
  - 4月1日
    - 古河営業所が古河支店として独立（のち佐野支店の営業所となる）。
    - 「江戸崎 - 浦向 - 幸田 - 阿波 - 江戸崎(循環バス)」廃止。桜東バスへ路線移管。

  - 12月1日 - 麻生リレー号廃止。
  - 12月8日 - つくば号、ミッドナイトつくば号でメガライナーの運行を開始。
- 2004年（平成16年）
  - 4月1日 - 美浦村竜ヶ崎線（竜ヶ崎駅 - 竜ヶ崎南高校）延伸。
  - 7月1日 - ミッドナイトつくば号運行開始。
  - 11月1日 - 霞ヶ浦線（江戸崎 → 小角 → 美浦トレセン前 → 土浦）廃止
- 2005年（平成17年）
  - 7月9日 - 南筑波線、テクノパーク桜への乗り入れ廃止（北柴崎 - 陽の見公園前 - 北柴崎）。
  - 10月1日 - いたこ・あそう号からJRバス関東が撤退。
  - 12月19日 - らくらくミッドナイト守谷号廃止。
  - 12月22日 - さいたま・つくば号運行開始。
- 2006年（平成18年）
  - 3月1日 - 東京 - 江戸川台線廃止。
  - 3月23日 - さいたま・つくば号廃止。
  - 4月1日 - 南筑波線（篠崎転向場 - 下妻上町 - 松本）廃止。
  - 10月1日 - ニューつくばね号廃止。ひたち号参入。
- 2007年（平成19年）
  - 1月10日 - 常総ルートからJRバス関東が撤退。
  - 3月24日 - 君島線（江戸崎西高 - 小角 - 江戸崎）廃止。
  - 10月1日 - 【深夜バス】土浦リレー号、路線開業。
- 2008年（平成20年）
  - 4月1日
    - 山ノ荘線・南筑波線（下虫掛 - 篠崎転向場）廃止。
    - 南筑波線（ユーセンター - 西町南）路線開業。
    - 南筑波線（トウペ前 -ジャパンパイル前）路線開業。
    - 君島線（土浦駅東口 - 工業団地前）廃止。
    - 浮島線廃止。稲敷市内区間をブルーバスに路線移管。
    - 【深夜バス】土浦リレー号で取手駅0:35発藤代行きを追加。

  - 7月1日 - 東京 - 江戸崎線からJRバス関東が撤退。2011年4月1日に関東鉄道の運行も廃止。【深夜バス】土浦リレー号は新たに牛久駅に停車開始。
- 2009年（平成21年）
  - 3月31日  -【深夜バス】土浦リレー号の取手駅0:35発藤代行きを廃止。
  - 5月22日 -「土浦駅 - イオンモール土浦」「つくばセンター（TXつくば駅） - イオンモール土浦」路線開業。【深夜バス】土浦リレー号でSuica、PASMOでの支払いが可能に。
  - 7月8日 -「荒川沖駅東口 - （直行） - あみプレミアム・アウトレット」路線開業。

### 2010年代の動き
- 2010年（平成22年）10月1日 -ドリーム号（つくばセンター - 上野）廃止。
- 2011年（平成23年）
  - 3月1日 - 霞ヶ浦線のイオンモール土浦への直通便を廃止。
  - 10月1日 - 美浦村竜ヶ崎線廃止。
- 2013年（平成25年）3月15日 - ひたち野うしく線の一部便がイオンモールつくば経由となる。
- 2014年（平成26年）
  - 4月7日 - 南筑波線（下虫掛 → 土浦）廃止。土浦 → 下虫掛は存続。
  - 5月30日 - 南筑波線（土浦 → 下虫掛）運行終了。
  - 6月1日 - 南筑波線廃止。
  - 11月8日 - 土浦～江戸崎間にて国鉄バス復刻デザイン路線バス「黄色いつばめ」の運行開始（2014年12月21日まで運行）。
- 2015年（平成27年）3月 - 路線の維持を目的として江戸崎駅を稲敷市へ売却[1]。
- 2016年（平成28年）
  - 5月6日 - 君島線、バス停の廃止（江戸崎西高前）・新設（稲敷市役所）。
  - 5月9日 - 江戸崎車庫の事務所取り壊しにより、江戸崎車庫の窓口閉鎖。定期券販売は、土浦支店窓口またはバス車内での申し込み・引き渡しとなる。
  - 7月1日 - 霞ヶ浦線の土浦駅西口 - 阿見坂下（旧・阿見）間において、関東鉄道（阿見中央公民館線）と共通乗車化。これに伴い、同区間のバス停の位置・名称を両社で統一[2]。同日、バス停の名称変更（江戸崎営業所前 → 江戸崎車庫前）。
  - 7月16日 - 阿見・稲敷エリア - 成田空港間において、高速バス実験運行を開始。関東鉄道との共同運行で2017年1月15日までの運行予定[3]であったが、利用不振のため2016年12月25日をもって実験運行は打ち切られた[4]。
  - 時期不明 - 土浦支店江戸崎基地で運行管理者と非対面での「ＩＴ点呼」を開始。
- 2017年（平成29年）
  - 3月31日 - この日をもって、JR土浦駅のみどりの窓口でのJRバスの定期券の販売を終了。
  - 4月1日 - スマートフォンアプリ「バスもり!」によるスマホ定期券を導入。

### 2020年代の動き
- 2020年（令和2年）
  - 9月19日・20日 - 「ありがとうブルーリボンノンステップ引退ツアー」催行（上野駅～土浦支店間はスカニア・インターシティDDを使用）。引退するL537-99511（日野KC-HU2PPCE）で霞ヶ浦本線を走行。
  - 10月16日 - M524-96220（三菱ふそうKC-MP217K）のラストランを霞ヶ浦本線の営業運行で実施。
- 2021年（令和3年）
  - 10月1日 - 東京駅～流山おおたかの森・柏の葉キャンパス線が開業となり運行を担当（東武バスセントラル西柏営業事務所・京成バス奥戸営業所と共同運行）。
  - 12月20日 - 東京・佐野・水戸・鹿嶋との5支店合同で「東京駅 - 国際展示場駅 - 東京ビッグサイト - 東京港フェリーターミナル線」を運行開始。
- 2022年（令和4年）
  - 5月16日 - 東京駅～流山おおたかの森・柏の葉キャンパス線からJRバス関東が撤退[5]。
  - 7月15日 - 「荒川沖駅東口 - （直行） - あみプレミアム・アウトレット」線からJRバス関東が撤退[6]。
- 2023年（令和5年）
  - 4月1日 - 高齢者割引定期券「シルバーパス」[7]、通学定期回数乗車券を発売開始。
  - 6月1日 - 君島線の掛馬台、石川入口の停留所を廃止[8]。
  - 8月1日 - 利用状況と乗務員不足により、イオンモール土浦→つくばセンターを廃止（片道運行化）、霞ヶ浦線・君島線の運行本数を削減[9]。
  - 10月1日 - 利用状況と乗務員不足により、君島線の東京医大病院前経由・工業団地前経由・美浦トレセン始発と、つくばセンター→イオンモール土浦、土浦駅 → 川口町 → イオンモール土浦（朝1便のみ）、深夜バス土浦リレー号を廃止[10]。
- 2024年（令和6年）
  - 4月1日 - 霞ヶ浦線・君島線でダイヤ改正。霞ヶ浦線、平日のみ土浦駅〜美浦トレセン前間の区間便を1往復新設。2001年（平成13年）9月17日廃止以来、約23年ぶりの設定。君島線の南平台〜君島〜江戸崎を区間廃止、南平台線に名称変更[11]。
  - 6月 - 江戸崎車庫の事務所・設備の取り壊し。関東鉄道江戸崎車庫へ移転。[要出典]
  - 7月16日 - 南平台線を関東鉄道土浦営業所へ移管。[12][13]関東鉄道土浦営業所で運行していた土浦駅〜つくばセンター線をJRバス土浦支店と共同運行化。JRバス土浦支店単独で運行していた土浦駅〜イオンモール土浦線を関東鉄道土浦営業所と共同運行化。[14]
- 2025年（令和7年）
  - 4月1日 - 一般路線バスの定期券はスマートフォン上での発売に移行。平日学期定期券を発売開始[15]。霞ヶ浦線、バス停の名称変更（江戸崎車庫前 → 江戸崎坂上（えどさきさかうえ））。
  - 4月30日 -「特殊定期券」及び「回数券」を、この日をもって発売を終了[15]。
  - 8月23日（予定。予備日：8月24日） - 霞ヶ浦線、いなしき夏まつり花火大会輸送を目的とする 21:10 江戸崎発（2台）→ 土浦行き 臨時便を設定。美浦トレセン前を経由しない上り便が復活。[16]。

### 時期不明
- 君島線、布佐橋 - 土屋間にバス停の新設（上土屋）。
- 霞ヶ浦線と君島線に Suica を導入。導入当初はSuica 非対応車両が運行されていることもあった。

## 現在の所管路線

### 高速バス

#### 中距離
- つくば号・ミッドナイトつくば号（関東鉄道と共同運行）※Suica、PASMOが使用可能
- かしま号（JRバステック・関東鉄道・京成バスと共同運行）※Suica、PASMOが使用可能
- エアポートバス東京・成田（銀座・東京 - 成田空港）※成田空港行きのみ交通系ICカード利用可能
- みと号（関東鉄道・茨城交通と共同運行）※Suica、PASMOが使用可能

#### 長距離
以下の各系統は乗務員のみ。
- 昼特急号、ドリーム号（東京 - 新城間）

### 一般路線バス

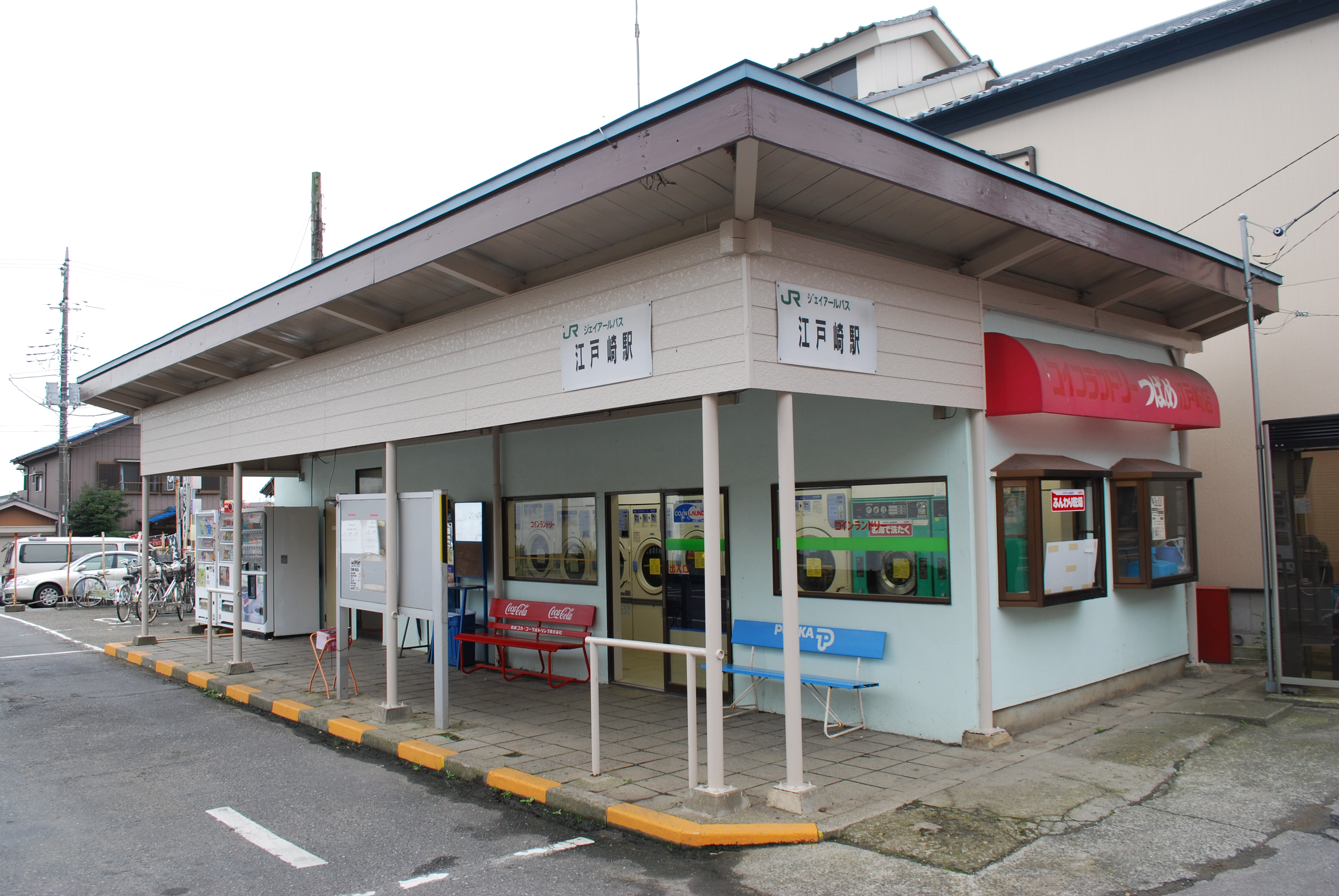
江戸崎駅

#### 霞ヶ浦線（霞ヶ浦本線）
- 土浦駅 - JRバス土浦支店前 - 小松坂下 - 土浦三高下 - 霞ヶ浦高校前 - 阿見坂下 - 島津 - 木原 - 美浦中学前 - （美浦トレセン前） - 大谷 - 江戸崎総合高校前 - 江戸崎
  - 1993年（平成5年）3月 - 姥神 - 小松川間にバス停の新設（インペリアルゴルフ場前）。
  - 2001年（平成13年）2月19日 - バス停の改称（精進橋 → 霞ヶ浦高校前）。
  - 2016年（平成28年）7月1日 - 土浦駅西口 - 阿見坂下間の関東鉄道との共通乗車化に伴い、バス停新設（小松坂下、小松一区、阿見自動車学校前）および改称（市役所入口 → 富士崎町、富士崎町 → JRバス土浦支店前、運動公園前 → 霞ヶ浦総合公園、阿見 → 阿見坂下）[2]。同日、バス停の名称変更（江戸崎営業所前 → 江戸崎車庫前）。土浦駅西口 - 阿見坂下間では関東鉄道との共通回数券を発売（金額別）。
  - 2018年（平成30年）9月9日 - 関東鉄道共通札式回数券「1,000円券、2,000円券」が発売終了。
  - 2023年（令和5年）8月1日 - 減便に伴い江戸崎発土浦駅行きのうち美浦トレセン非経由便が廃止。（土浦駅発江戸崎行きの美浦トレセン非経由便は運行継続）[9]
  - 2024年（令和6年）4月1日 - ダイヤ改正、平日のみ土浦駅〜美浦トレセン前間の区間便を1往復新設[17]。2001年（平成13年）9月17日廃止以来、約23年ぶりの設定。
  - 2025年（令和7年）4月1日 - バス停の名称変更（江戸崎車庫前 → 江戸崎坂上（えどさきさかうえ））。

#### 土浦駅〜つくばセンター線
- [11]土浦駅 - 千束町 - 竹園高校前 - 学園竹園 - 竹園二丁目 - つくばセンター（TXつくば駅）※関東鉄道土浦営業所と共同運行。

2024年7月16日より、関東鉄道土浦営業所との共同運行化により運行開始。JRバス担当便は土浦車庫や筑波大学病院には乗り入れず、全便が土浦駅〜つくばセンター間の運転となる。また、担当は千束町経由便のみで土浦二高前経由は運行しない。

#### ひたち野うしく駅〜つくばセンター線

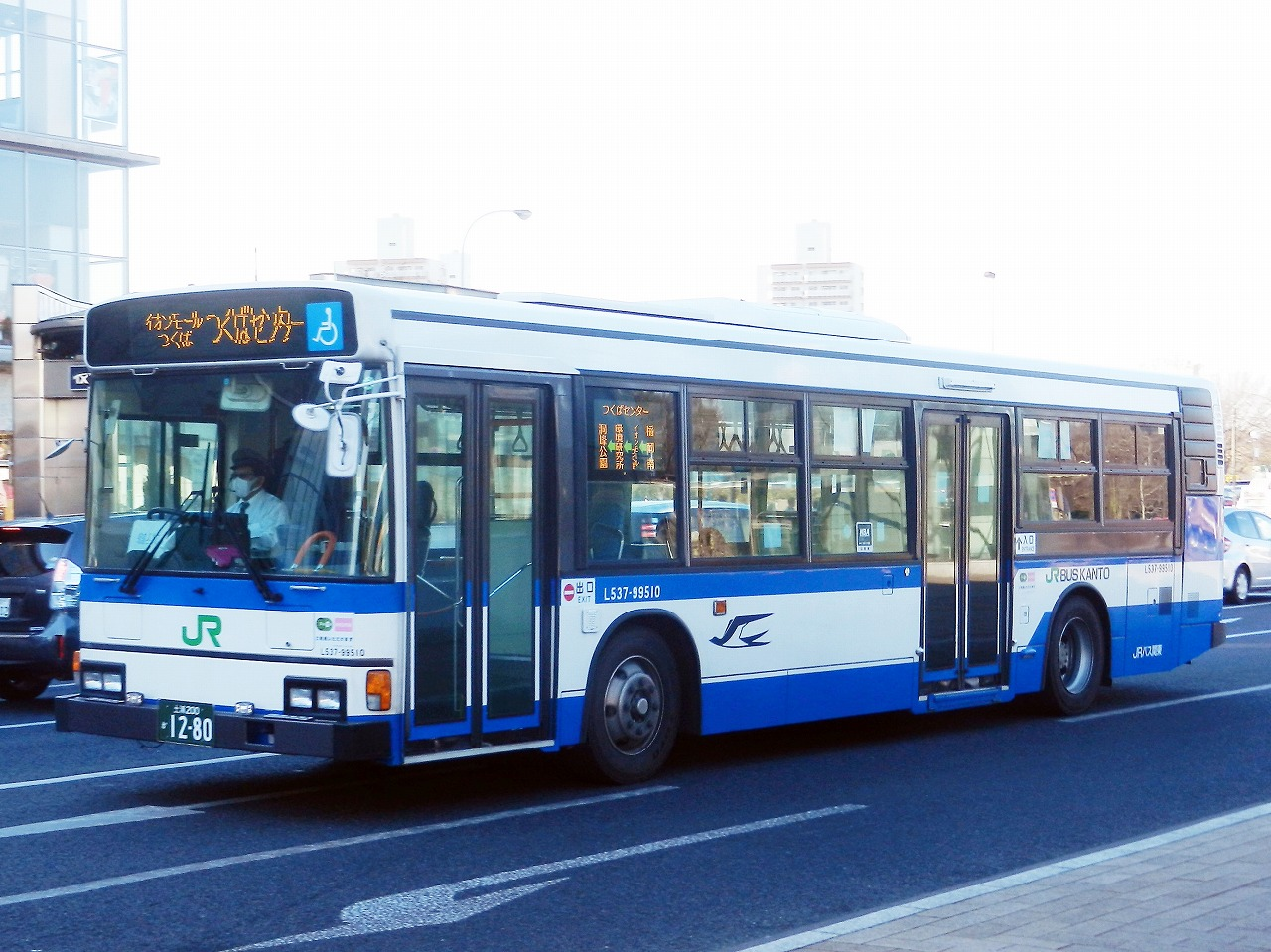
ひたち野うしく線の車両

- ひたち野うしく駅 - 牛久栄進高校 - （イオンモールつくば） - 二の宮中央 - つくばセンター（TXつくば駅）※関東鉄道土浦営業所と共同運行。
  - 1998年（平成10年）3月14日路線開業。一般路線ではJR化後初の新路線であった。もともと発着地ともにJRバス関東の一般路線バス営業エリアではなかったが、ピーク時と閑散時の利用者数の格差が大きく、共同運行することでリスクが分散されるという理由で共同運行に踏み切った[18]。専用共通回数券を車内で発売、この路線でのみ通用するが、関東鉄道の回数券も同路線では使用可能である。
  - SuicaおよびPASMOが使用可能。関東鉄道担当便では、IC運賃、バス利用特典サービスが適用されるが、JRバス担当便では適用不可。
  - 2013年（平成25年）3月15日より、一部便がイオンモールつくば経由となる。

#### 土浦駅〜イオンモール土浦線

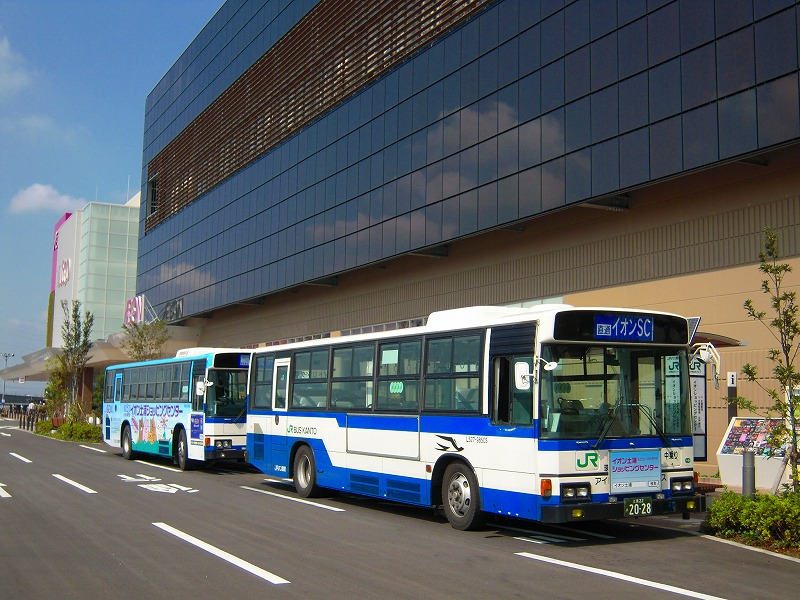
イオンモール土浦バス停

- 土浦駅 - （直行） - イオンモール土浦 ※関東鉄道土浦営業所と共同運行。
- 土浦駅 - 川口町 - 亀城公園前 - 土浦一中前 - イオンモール土浦
  - 2009年（平成21年）5月22日路線開業。
  - 2023年（令和5年）10月1日土浦駅 → 川口町 → イオンモール土浦（朝1便のみ）を廃止。
    - SuicaおよびPASMOが使用可能。SuicaおよびPASMOでの乗車の際、運賃が割引(土浦駅 - イオンモール土浦間 通常運賃220円→210円(消費税率5%当時は200円→180円))される。

  - 2024年（令和6年）7月16日 - 関東鉄道土浦営業所と共同運行化。

#### 土浦花火大会臨時シャトルバス
- 土浦駅東口 - 花火大会会場 ※土浦花火大会開催日に運行
  - 関東鉄道、関鉄パープルバス、関鉄グリーンバス、関鉄観光バスとの共同運行
- 以前は土浦駅西口→花火大会会場も運行していた（JRバスが主体で関鉄と共同運行）

 土浦支店の一般路線バスの乗降方式 
- 中乗り・前降り。車椅子やベビーカーはバリアフリー対応に限り、そのまま乗降できる。かつては、後乗りもあった。

※交通系ICカードに対応

### 一般路線バス（東京エリア）
- 東京駅 - 国際展示場駅 - 東京ビッグサイト - 東京港フェリーターミナル <東京支店が主管>
  - 2021年12月20日より、東京駅発着便の間合い運用として運行。
  - 乗降方式はハイデッカー車両の前乗り・前降り

※交通系ICカードに対応

## 過去の路線

### 一般路線
- 霞ヶ浦線（霞ヶ浦本線）
  - （本新開拓口 - 本新支所前 - 西代）※1979年4月廃止。
  - （姥神 - 野原 - 佐倉新田）※1979年4月廃止。
  - （阿波 - 須賀津）※1979年4月廃止。
  - （伊佐部 - 押砂）※1994年9月休止、1995年9月廃止。
  - （美浦トレセン前 - 小角 - 吹上）
    - 土浦 → 美浦トレセン前 → 小角 → 吹上→ 江戸崎は2001年9月16日限りで廃止。
    - 江戸崎 → 吹上 → 小角 → 美浦トレセン前 → 阿見坂下 → 土浦は2004年10月31日限りで廃止。

  - 2000年7月24日限りで土浦駅 - 佐原駅 直通便を廃止。
  - （常陸幸田 - 西代 - 佐原駅）※2000年9月30日限りで廃止。桜東バスに路線移管。
  - 2001年9月16日限りで土浦駅 - 美浦トレセン前止まりの系統を廃止。
    - 2024年4月1日改正で、平日のみ土浦駅 - 美浦トレセン前間の区間便を1往復新設。約23年ぶりに設定。

  - （江戸崎 - 浦向 - 常陸幸田 - 阿波 - 下阿波 - 神宮寺 - 江戸崎）※2002年4月1日限りで廃止。桜東バスに路線移管。
  - 2011年3月1日イオンモール土浦への直通便を廃止。
- 安中線
  - （木原 - 大山）※1986年8月31日限りで廃止。
  - （大谷 - 安中）※1991年3月休止、1992年3月廃止。
- 南平台線（君島線）
  - （霞台 - 阿見役場前）※1986年4月10日限りで廃止。
  - （竹来 - 竹来下）※1986年4月10日限りで廃止。
  - （追原辻 - 島津）※1986年4月10日限りで廃止。
  - （布佐橋 - 大形）※1990年3月休止、1991年3月廃止。
  - （土浦駅 → 美浦トレセン前）※2001年9月16日限りで廃止。美浦トレセン前 → 土浦駅は存続。
  - （江戸崎西高前 - 小角 - 吹上）
    - 江戸崎西高 - 小角 - 江戸崎 2007年3月23日限りで廃止。

  - （土浦駅東口 - 三夜下）
    - 土浦駅東口 - 工業団地前 2008年3月31日限りで廃止。

  - 土浦駅発東京医大経由江戸崎行きを2023年8月1日改正で廃止。江戸崎発東京医大経由土浦駅行きは運行継続。
  - 東京医大病院前経由、工業団地前経由、美浦トレセン始発を2023年10月1日改正で廃止。
  - （土浦駅 - 阿見坂下 - 曙町 - 竹来 - ガーデンシティ湖南（南平台） - 追原辻 - 君島 - 布佐橋 - 稲敷市役所 - 合同庁舎前 - 吹上 - 江戸崎総合高校前 - 江戸崎）南平台 - 江戸崎を2024年4月1日改正で廃止。土浦駅 - 南平台循環および区間便のみ運行継続（土休日は全便運休）。南平台線に名称変更。
- 浮島線
  - （浮島 - 浮島水泳場）※1982年1月31日限りで廃止。
  - （土浦駅 - 富士崎町 - 三夜下 - 大岩田 - 土浦三高下 - 霞ヶ浦高校前 - 阿見 - 竹来下 - 島津 - 木原 - 大谷 - 姥神 - 信太古渡 - 古渡 - 桜川庁舎 - 浮島）※2008年3月31日限りで廃止。稲敷市内区間をブルーバスに路線移管。
- 十余島線：一部区間を桜東バスに路線移管。
  - （神崎大橋 - 下総神崎）※1982年10月廃止。
  - （神埼農協前 - 神崎橋）※1982年10月廃止。
  - （神宮寺 - 高田須賀）※1990年3月休止、1991年3月廃止。
  - （常陸幸田 - 橋向 - 東役場前）※1995年9月30日限りで廃止。
  - （下阿波 - 甘田 - 水神）※1995年9月30日限りで廃止。
  - （脇川 - 神崎大橋 - 下橋向）※1995年9月30日限りで廃止。
- 美浦村竜ヶ崎線
  - （竜ヶ崎南高校 - 竜ヶ崎駅 - 羽原 - 正直 - 飯倉 - 布佐橋 - 美浦トレセン前 - 馬見山 - 木原）※2001年6月1日 茨城観光自動車から継承。2010年9月30日限りで廃止。なお、一部区間は関東鉄道による稲敷エリア広域バスで事実上復活している。
- 南筑波線
  - （古河駅 - 日赤入口 - 上辺見 - 女沼 - 駒羽根 - 西原山 - 久能 - 大綱 - 松本 - 若 - 常陸長塚 - 下妻上町 - 本宗道 - 吉沼 - 篠崎転向場 - 大穂支所前 - 常陸大曽根 - （テクノパーク桜） - 北柴崎 - 八竜神 - 常陸栄 - 虫掛橋 - 下虫掛）
    - （古河 - 古河西口）1970年10月廃止。
    - 2001年2月19日 土浦 - 古河 直通便を廃止。バス停の名称変更（下大野十字路 → 総和郵便局前）。
    - 2005年7月9日 テクノパーク桜への乗り入れ廃止（北柴崎 - 陽の見公園前 - 北柴崎）。
    - （篠崎転向場 - 下妻上町 - 松本）2006年4月1日廃止。
    - 下虫掛 - 篠崎転向場間は2008年3月31日限りで廃止。古河駅方の古河駅 - 大綱間は古河営業所の東古河妻線として運行が継続されている。
    - 東古河妻線（松本 - 下妻上町）2006年4月1日廃止。
    - 東古河妻線（ユーセンター - 西町南）2013年9月1日廃止。
    - 東古河妻線（トウペ前 -ジャパンパイル前）2013年9月1日廃止。
    - 東古河妻線（大綱 - 松本）2016年3月26日廃止。

  - （土浦 - 川口町 - 亀城公園前 - 土浦一中前 - 千束町 - 田中町 - 下虫掛）
    - 下虫掛 → 土浦は2014年4月7日廃止。土浦 → 下虫掛は2014年6月1日廃止。休校日運休のため、2014年5月30日最終運行。
- 山ノ荘線
  - （常陸寺前 - 東城寺 - ゆう・もあ村）※1997年3月廃止。
  - （土浦駅 - 亀城公園前 - 土浦一高前 - 土浦工業高校前 - 中並木 - 都和小学校前 - 中都公民館 - 粟野 - 永井 - 常陸寺前 - 道知 - 中都公民館）※2008年3月31日限りで廃止。

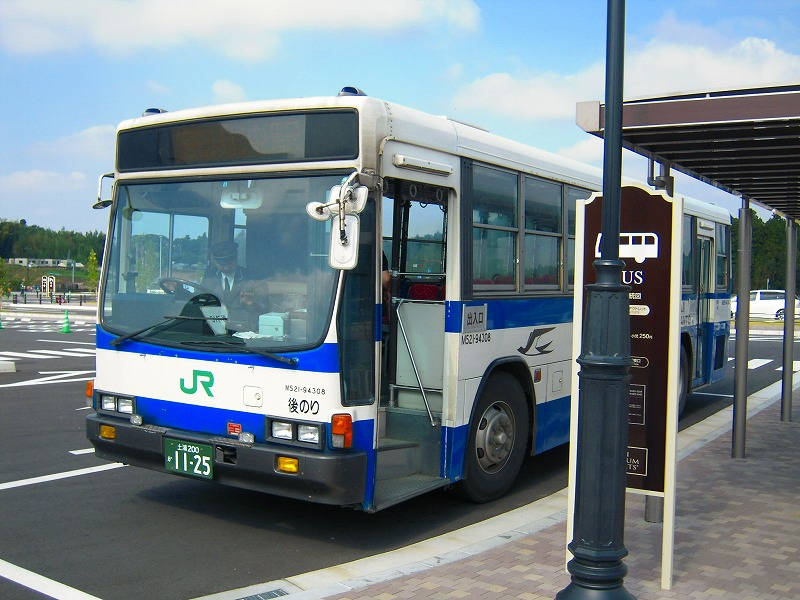
あみプレミアム・アウトレットバス停

- 荒川沖駅東口 - （直行） - あみプレミアム・アウトレット ※関東鉄道と共同運行
  - 2009年（平成21年）7月8日路線開業。運賃は通常片道530円(消費税率5%当時は500円)であるが、荒川沖駅からの乗車でアウトレット利用の乗客には運賃支払い時に復路分の利用券（往路利用時に乗務員に『アウトレット利用』と申告する）を渡していた。2017年11月1日より、ICカード割引を導入（大人530円→350円）。これに伴い、復路利用券の配布を終了[19]。
  - 2022年（令和4年）7月15日付でジェイアールバス関東のみ撤退[6]。翌16日からは関東鉄道単独運行となり、これまでは通過していた住宅地や工業団地などの停留場を設ける形となる[20]。
- つくばセンター（TXつくば駅） → つくば学園局前 → 竹原西広場公園 → 竹園高校前 → イオンモール土浦
  - 2009年（平成21年）5月22日路線開業。
  - 2010年（平成22年）8月6日から1時間に1本程度に減便。
  - 2011年（平成23年）3月1日より平日1往復に減便。およびイオンモール土浦発は竹園高校前、中央警察前、学園局前バス停を経由しなくなる。
  - 時期不明 - バス停の名称変更（中央警察前 → 竹原西広場公園）。
  - 2023年（令和5年）8月1日 - イオンモール土浦発つくばセンター行きの運行廃止[9]。つくばセンター発イオンモール土浦行きは運行継続。
  - 2023年（令和5年）10月1日 - 路線を廃止。
    - SuicaおよびPASMOが使用可能であった。SuicaおよびPASMOでの乗車の際、運賃が割引（つくばセンター - イオンモール土浦間 通常運賃360円→340円（消費税率5%当時は350円→320円））されていた。
- 【深夜バス】土浦リレー号
  - 土浦駅東口 → 小岩田団地 → 右籾二区 → ひたち野うしく駅東口 ※土浦駅東口のみ乗車可能　※平日のみ運転
  - 取手駅西口 → 藤代 → 龍ケ崎市駅入口 → 竜ヶ崎ニュータウン → かわはら台 → 牛久駅（牛久市） → 右籾二区 → 小岩田団地 → 土浦駅東口 ※藤代～土浦駅東口間は降車専用　※平日のみ運転（金曜深夜および祝前日深夜は2便運行（祝前日を除く月～木曜日、土・休日は運休））、2便とも一般路線車で運行。
    - 2007年（平成19年）10月1日 - 路線開業。
    - 2008年（平成20年）4月1日 - 取手駅0:35発藤代行きを追加。
    - 2008年（平成20年）7月1日 - 新たに牛久駅に停車。
    - 2009年（平成21年）3月31日 - 取手駅0:35発藤代行きを廃止。
    - 2009年（平成21年）5月22日 - Suica、PASMOでの支払いが可能となる。
    - 2020年（令和2年）4月17日 - この日の深夜より当面の間運休（新型コロナウイルス感染拡大対策の影響）[21]。
    - 2021年（令和3年）8月2日 - この日の深夜より運転を再開。
    - 2022年（令和4年）12月29日 - この日の深夜より再度運休。
    - 2023年（令和5年）10月1日 - 路線を廃止。

#### 霞ヶ浦線開業時
市町村名は開業当時。阿見坂下、姥神から戸張の江戸崎駅に至り、浦向を経由した。
- 沿革 - 昭和22年3月、運輸省営自動車路線名称改正を以って開業を告示
- 日時 - 昭和22年3月25日
- 停車場 - 土浦、富士崎町（土浦市）、大岩田、阿見、大室（阿見町）、舟島村役場前、舟子（舟島村）、木原、木原村役場前、大谷（鳩崎村）、姥神、天王宮、江戸崎農学校前（江戸崎町）、江戸崎、高田須賀、高田村役場前、浦向、市崎（大須賀村）、常陸幸田（伊崎村）、水神（本新島村）、石納、西代、中島、佐原
- 一般運輸営業 - 土浦、阿見、木原、江戸崎、佐原
  - 手荷物、小荷物および貨物 - 常陸幸田

#### 南平台線（君島線）
- 土浦駅 → （土浦駅～阿見坂下間は霞ヶ浦線と共通） → 阿見坂下 → 曙町 → 竹来 → ガーデンシティ湖南（南平台） → 竹来 → 曙町 → 阿見坂下 → （土浦駅～阿見坂下間は霞ヶ浦線と共通） → 土浦駅
  - 1996年（平成8年）10月 - 区間新設（阿見 - 東京医大 - 曙町）。
  - 2000年（平成12年）7月25日 - 区間新設（ガーデンシティ湖南（南平台）- 追原 - 追原辻）。
  - 2016年（平成28年）5月6日 - バス停の廃止（江戸崎西高前）・新設（稲敷市役所）。
  - 2018年（平成30年）9月9日 - 関東鉄道共通札式回数券「1,000円券、2,000円券」が発売終了。
  - 時期不明 - 布佐橋 - 土屋間にバス停の新設（上土屋）。
  - 2023年（令和5年）8月1日 - 減便に伴い土浦駅発東京医大経由江戸崎行きの運行廃止[9]。江戸崎発東京医大経由土浦駅行きは運行継続。
  - 2023年（令和5年）10月1日 - ダイヤ改正を実施し、東京医大病院前経由、工業団地前経由、美浦トレセン始発を廃止。
  - 2024年（令和6年）4月1日 - ダイヤ改正により南平台〜君島〜江戸崎の運行を廃止。土浦駅〜南平台循環および区間便のみ運行継続（土休日は全便運休）。南平台線に名称変更[17]。
  - 2024年（令和6年）7月16日 - 南平台線を関東鉄道に移管。[12]

### 高速路線
- ニューつくばね号 ※1991年4月1日運行開始。2006年9月30日限りで廃止。
- 常総ルート ※1999年2月1日運行開始。2007年1月10日 JR バス関東が撤退。
- らくらくミッドナイト守谷号（東京駅→新守谷駅入口） ※2002年3月1日運行開始。2005年12月18日限りで廃止。
- 東京 - 江戸川台線 ※2001年7月11日運行開始。2006年2月28日限りで廃止。
- いたこ・あそう号（東京 - 麻生町役場） ※1990年7月17日運行開始。2005年10月1日 JR バス関東が撤退。
- 麻生リレー号（江戸崎営業所 - 麻生町役場）※2000年9月1日運行開始。2002年11月30日限りで廃止。
- 東京 - 江戸崎線 ※2000年7月25日運行開始。2008年7月1日より関東鉄道の単独運行化。2011年3月31日限りで関東鉄道の運行も廃止。
- ドリーム号（つくばセンター - 上野間）※2010年9月30日限りで廃止。
- 青春中央ドリーム号（下り新宿 - 小黒川PA間）
- 中央道昼特急号（東京 - 小黒川PA間）
- ひたち号（東京駅 - 神峰営業所）※2023年7月31日限りで他支店に移管。
- さいたま・つくば号

さいたま新都心駅 - 大宮駅 - 下広岡 - 並木三丁目 - 並木大橋 - 並木二丁目 - 並木一丁目 - 千現一丁目 - 竹園二丁目 - つくばセンター（つくば駅前）（常磐自動車道・東京外環自動車道・首都高速埼玉大宮線・埼玉新都心線経由）
2005年8月に首都圏新都市鉄道つくばエクスプレス（以下TX）が開業し、JRバス関東・関東鉄道が共同で運行する「つくば号」の乗客は、開業前から7割減少した。このため当時JRバス関東はTXと直接競合しない路線の新設を開始しており、「ONライナー」で大宮駅・さいたま新都心への乗り入れ実績がありターミナルの確保が可能である当路線を12月22日に開設した。運行本数は1日8往復であった。なお、類似したコンセプトで同年9月にはつくばセンター発着の「ドリーム大阪号」が新設されている。つくば側の停留所は「つくば号」と同一箇所であるもののつくばセンターは6番乗り場を利用し、他の停留所ではポールもJRバス関東独自のものを新設するなど、微妙な変化が見られた。さいたま側は「ONライナー」と同一の停留所を利用した。わずか3ヶ月後の2006年3月23日に廃止された。なお、廃止後の2006年10月1日に、関東鉄道・国際興業の共同運行で、さいたま・つくば号とほぼ同じルートを通る大宮 - つくば・土浦線が新設されたが、これも1年少々の短命に終わっている。
- 圏央道北東エリア連携交流協議会 高速バス実証実験
  - あみプレミアム・アウトレット - 稲敷美浦バスターミナル - 道の駅発酵の里こうざき - 成田空港第1ターミナル
  - 関東鉄道と共同運行。2016年7月16日から2017年1月15日までの運行予定であった[3] が、利用不振のため2016年12月25日をもって運行終了[4]。
- 東京駅 - 流山おおたかの森・柏の葉キャンパス線
  - 東京駅 - 西初石三丁目 - 西初石交差点 - 流山おおたかの森駅西口 - おおたかの森北 - 柏の葉キャンパス駅西口 - 国立がん研究センター
  - 東京駅 - 国立がん研究センター - 税関研修所 - 流山おおたかの森駅西口
    - 2021年10月1日運行開始。東武バスセントラル・京成バスと共同運行。
    - 2022年5月15日で、ジェイアールバス関東のみ撤退。
    - 2022年9月30日で定期運行を廃止。柏の葉公園総合競技場でのラグビーの試合開催日の臨時運行のみの不定期運行路線となる。
    - 2023年5月に開催されたDIVISION1/2入れ替え戦の結果、NECグリーンロケッツ東葛のDIVISION2降格により、臨時運行便が廃止となる。

## 車両

### 一般路線車
国鉄時代からいすゞ・日野車が主に配置されており、中古購入で三菱ふそう車も配置されている。現在は中古購入車が大半を占めている。
2000年代中盤からは中古購入車でノンステップバスやワンステップバスが導入され、ハイブリッド車も3台配置された。
2016年にはバリアフリー対応の自社発注車として、いすゞ・エルガ（ノンステップバス）が1台新車導入されている。
一時期、当支店の車両で液晶式行先表示器の試験搭載を行っていたことがある。

### 高速車
日野・セレガハイデッカー44座席仕様が11台、三菱ふそう・エアロエース楽座シート40座席仕様が2台配置されている。ともにWi-Fi、携帯電話充電コンセント (USB) 装備車両である。このうち2台は貸切兼用仕様のため、1列目座席前にグローブボックス（冷蔵庫）が設置されている。成田空港線にも使用する車両にはトランクに荷物の引き出し板が取り付けられている。
つくば号にはかつてメガライナーも投入され、土浦支店の乗務員も乗務していた。同車が整備、点検等で使用できない日にはハイデッカー2台で代替運行した。
一時期は土浦支店でいわき支店の車両の重整備を実施していたため、土浦支店（つくば号）でいわき支店の車両を使用したり、土浦支店の車両をいわき支店（いわき号）でも使用することがあった。
つくばセンター - 大阪駅間で運行されていた「ドリーム大阪81・82号」では主に東京支店のネオプラン・スカイライナーや古参の三菱ふそう・エアロキングが使用されていた。この便には西日本JRバスの車両は使用されなかった。日中につくば号を使って運用車両を入れ替えていた。

### 貸切車
かつてはJRバス関東では土浦支店のみの存在であったUFC（アンダーフロアコックピット）仕様が2台（2007年2月廃車）と三菱ふそう・エアロクイーンMVも配置されていた。中型の日野・レインボーが配置されたこともあった。
2021年までいすゞ・ガーラSHDの2台が在籍したが、S641-97401が8月20日に、同97402が9月25日に引退。同車の引退により、ジェイアールバス関東ではスーパーハイデッカーの配置が無くなる。
現在は日野・セレガが2台貸切登録車となっている。

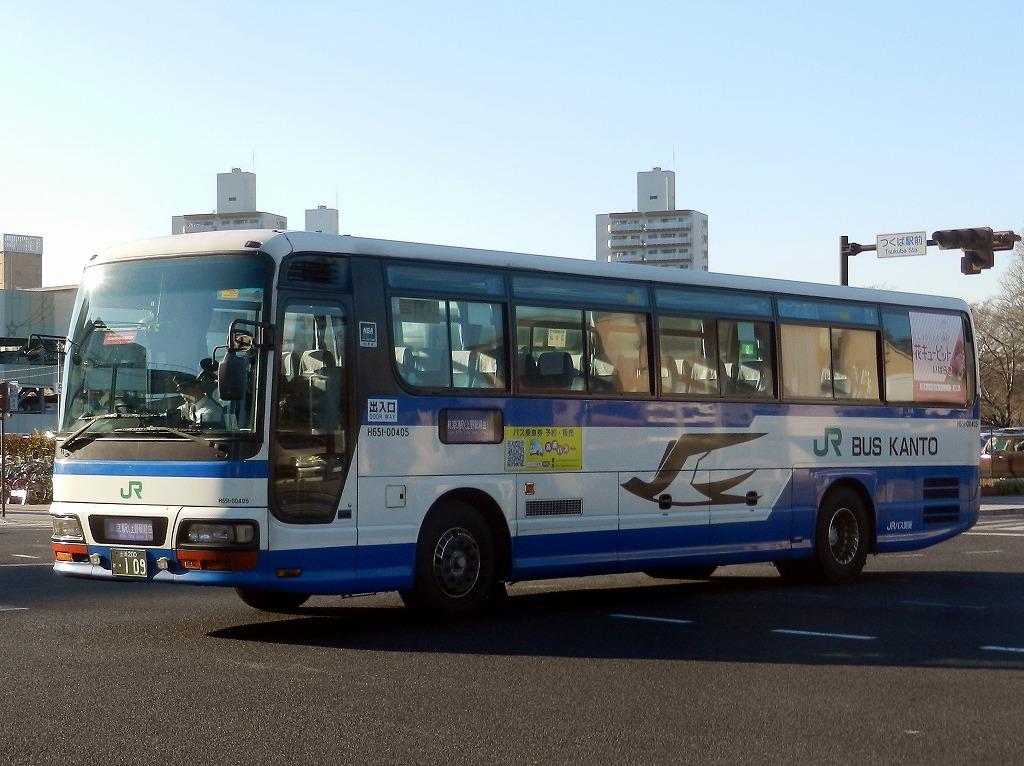
土浦支店の高速車 H651-00405
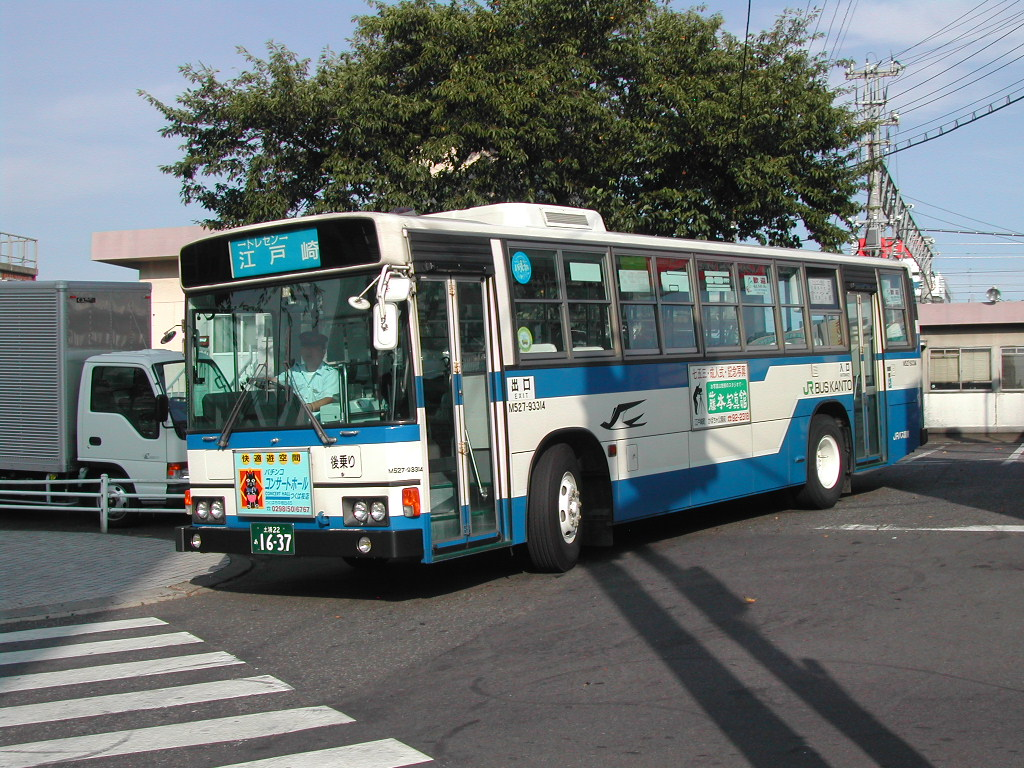
土浦支店の一般路線車 M527-93314
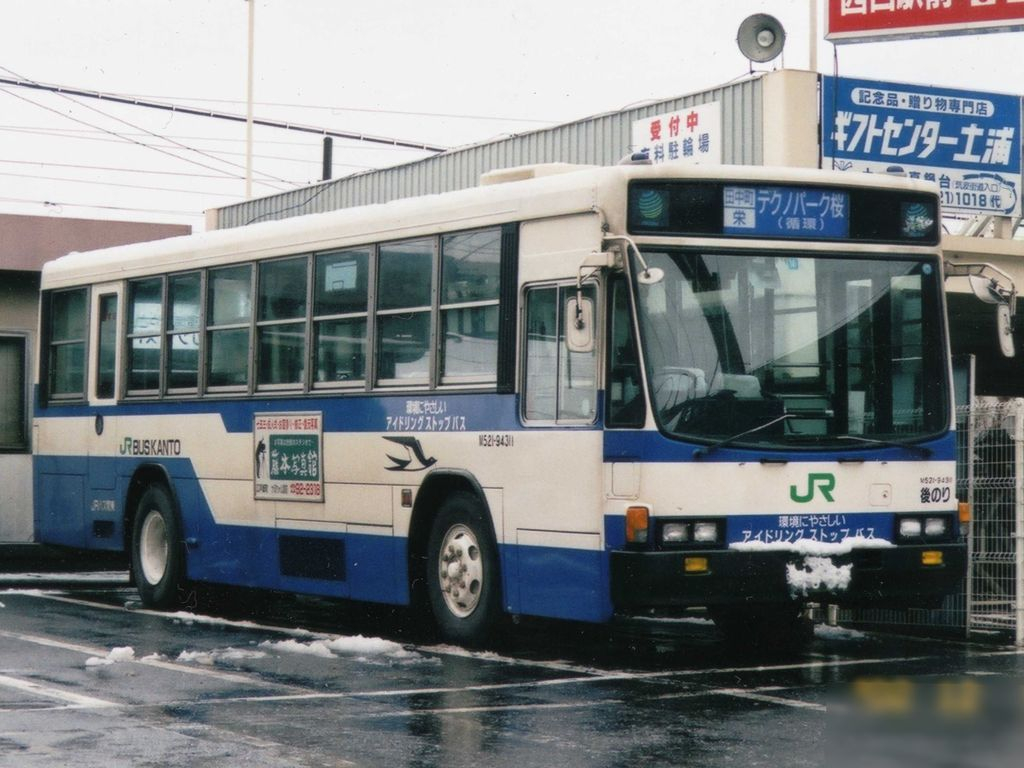
土浦支店の一般路線車 M521-94311
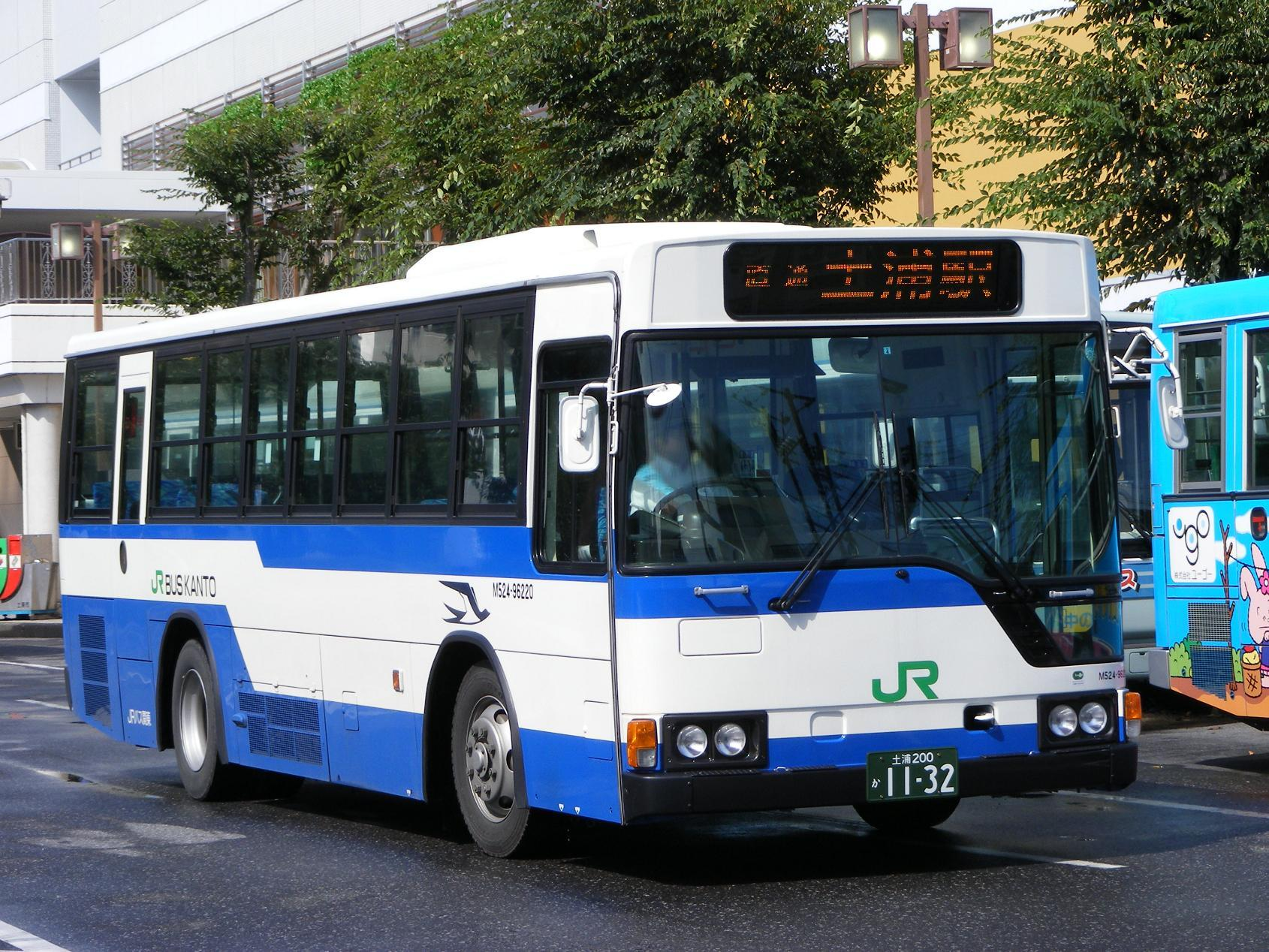
土浦支店の一般路線車 M524-96220（元・東急バス）
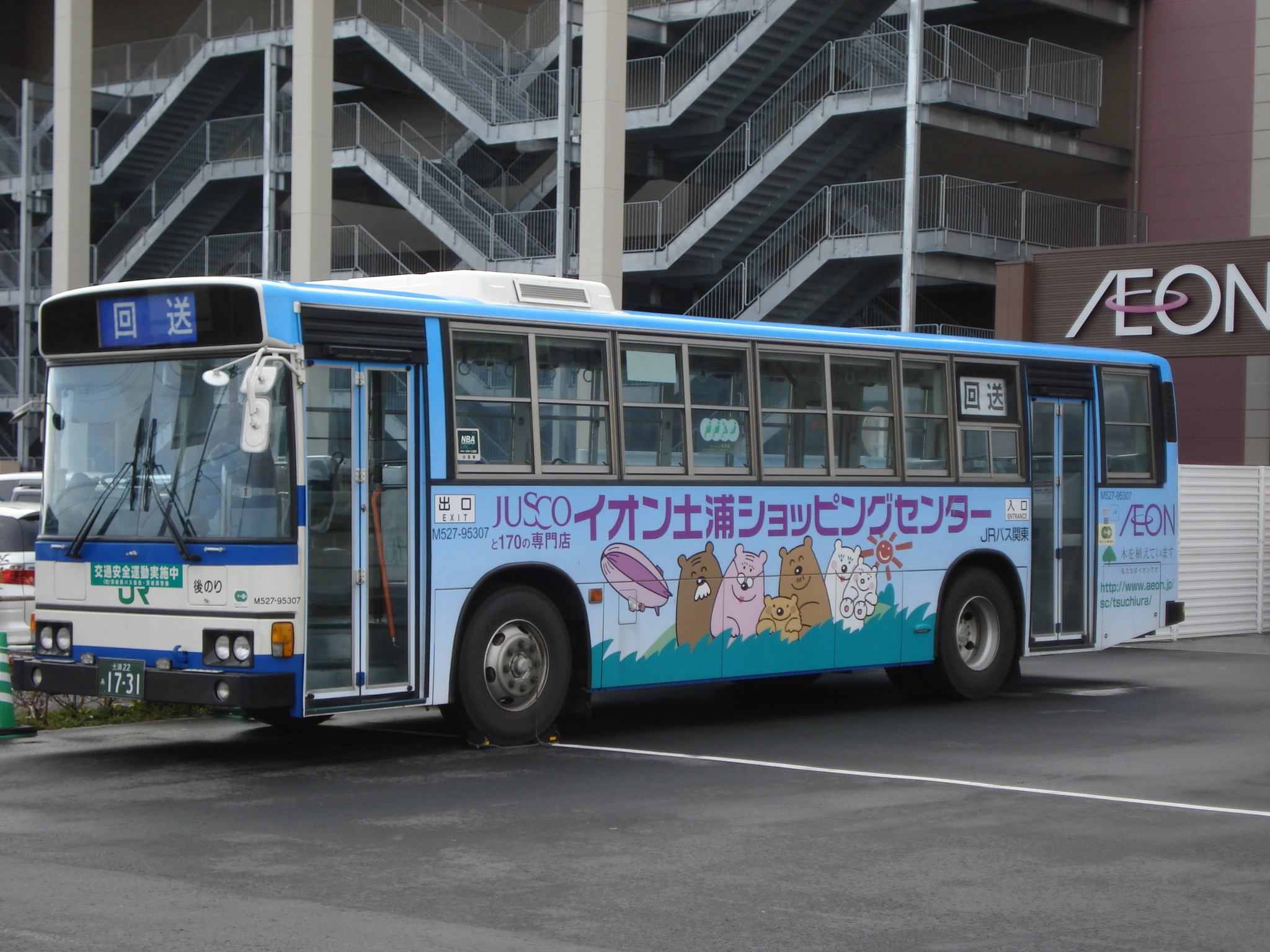
土浦支店の一般路線車 M527-95307（イオン土浦SCラッピング広告車）
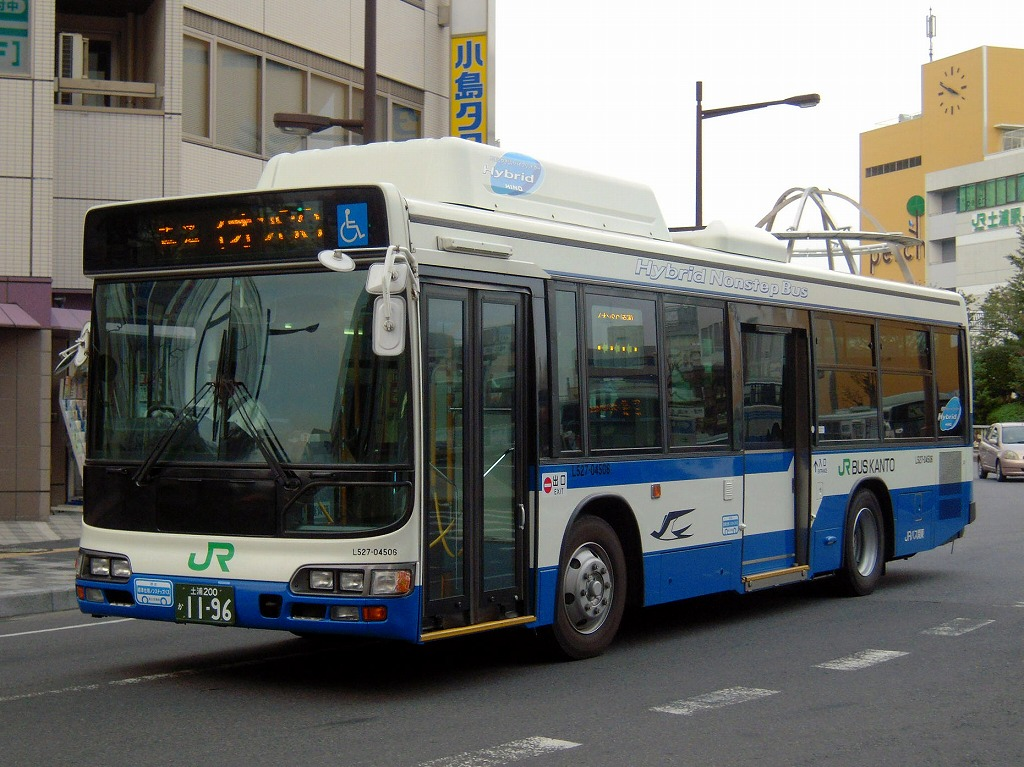
土浦支店の一般路線車（日野・ブルーリボンシティハイブリッド車） L527-04506（元・JR東海バス）
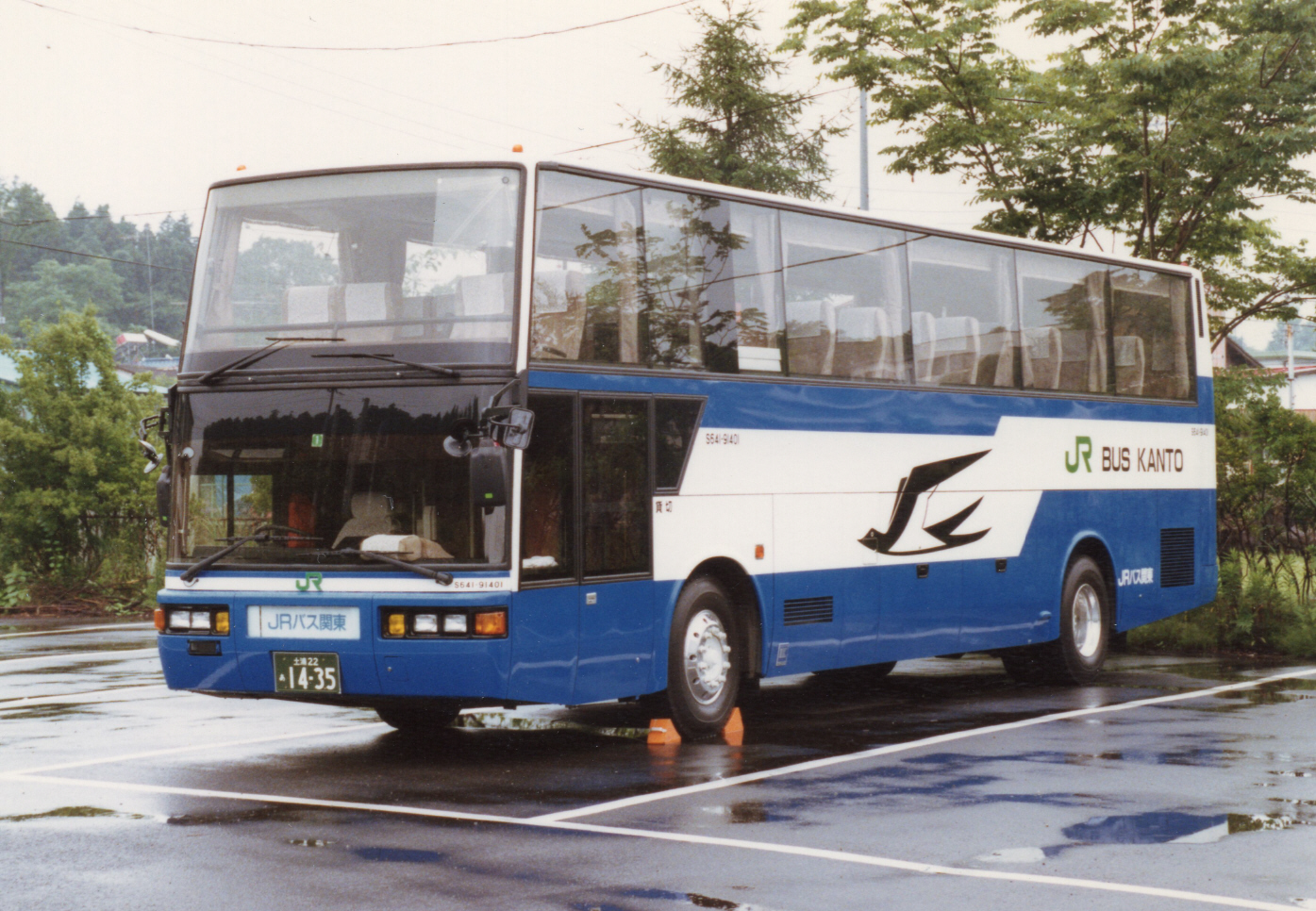
過去の貸切車　S641-91401

## 付帯事業
- 土浦駅西口にて、土浦駅前駐輪場（原付バイク・自転車）を当支店が営業している。
- 支店構内にて、月極駐車場（30台）を管理、運営している。

## 特記事項
- ネオプラン・メガライナーの車両は、土浦支店には入庫せず、関東鉄道つくば中央営業所で滞泊していた。つくばセンターから土浦支店までの回送経路は、道路構造上の理由などでメガライナー通行の認可が下りなかったためである。メガライナーの乗務員は連絡車で土浦支店と同営業所の間を移動した。
- 土浦支店構内での車両の給油・清掃・洗車はジェイアールバステック土浦事業所に委託している。
- カシマサッカースタジアムでの鹿島アントラーズ主催試合の開催日に運行される「カシマサッカースタジアム号」（東京駅～カシマサッカースタジアム）やかしま号臨時便の応援に入ることがある。
- 宇都宮支店管内のツインリンクもてぎでビッグレースが開催される日に宇都宮駅～ツインリンクもてぎ間の輸送の応援に入ることがあった（2023年8月26日をもって路線廃止）。